# 沈翔雲
沈翔雲（1888年—1914年），字虬齋，一字心岫，浙江湖州府烏程縣人，中国民主革命家。

## 生平

### 留学日本
他早年肄業于武昌自強學堂。1900年，他参与了唐才常领导的自立会和自立军，遂被革除学籍，他决定赴日本自费留学。1900年，他隨同張之洞的長子、戶部主事張權率领的軍事觀察團一同赴日本。1900年5月12日，军事观察团启程赴日本。6月7日，湖廣總督張之洞應武昌兩湖書院山長梁鼎芬之请，致電錢恂称：“沈翔雲，係學堂最不安分之生，滋事荒謬，已牌示革除。此次雖自備貲斧遊學，斷不可與鄂生同學，防止染習敗群，須另派一堂為要。梁山長諄切言之，屢屬鄙人阻止。速照辦。” 
光緒二十六年八月（1900年9月），张之洞发表《勸戒上海國會及出洋學生文》，勸告唐才常在上海組織的“國會”以及出洋學生要忠君愛國，不能聽從康有為、梁啟超等宣傳的“人人有自主之權”、“不受朝廷壓力”。沈翔雲遂作《復張之洞書》进行驳斥，宣传自由平等观念。1900年11月14日，中國駐日本公使李盛鐸致電張之洞称：“勵志會始自去秋，專為研究學問及譯書而設，月聚一次，演說皆係學問，未及國事。惟本年六月有由鄂來東學生沈翔雲赴該會演說，語多悖謬，刊入《清議報》。”張之洞遂依据该报告决定对吳祿貞、沈翔雲等人“不送入學校，不代出學費，聲明此三人將來善惡成敗不與湖北相涉耳”。
在日本留学期间，他经程家檉介绍结识了孙中山。1901年5月10日，勵志會骨幹秦力山、戢翼翬、沈翔雲、王寵惠、張繼、雷奮等创办的《國民報》月刊創刊，该刊获得了孫中山的经费贊助。沈翔雲为该报的编辑，并负责发行。《國民報》出版了四期后于1901年停刊。

### 从广州到南京
此后，据馮自由《沈雲翔事略》（该文将沈翔雲之名误作沈雲翔）称，
雲翔深感經濟壓迫之苦痛，遂南遊星洲，謁閩商邱菽園，力勸其拋棄保皇主義，皈依革命真理。菽園款之於《天南新報》，久久無所表示。雲翔乃至香港《中國日報》訪陳少白。聞陶模時任粵督，以素與陶子葆廉（拙存）相善，爰至廣州督署謁之，葆廉待以殊禮，且引見乃父，凡遇新政興革事件，輒就之請益，故清末各督撫之政績，以陶模為比較優良，雲翔與有力焉。
1902年，陶模病逝后，沈翔雲行踪不详。1906年9月，端方出任兩江總督。此后沈翔雲经舒清阿介绍在南京面见端方输诚。端方遂向熊希齡打了招呼，后来沈翔雲到北京谋求清政府内的职位，见到了熊希齡。但因受到他人造謠告狀，沈翔雲求职失败并仓皇南下回到南京。1907年他在求职失败回到南京后还给端方写信表示感谢，并进一步谋求政府职位。他曾在天津舒清阿的家里结识了袁世凯之子袁克文。

### 陈其美的谋士

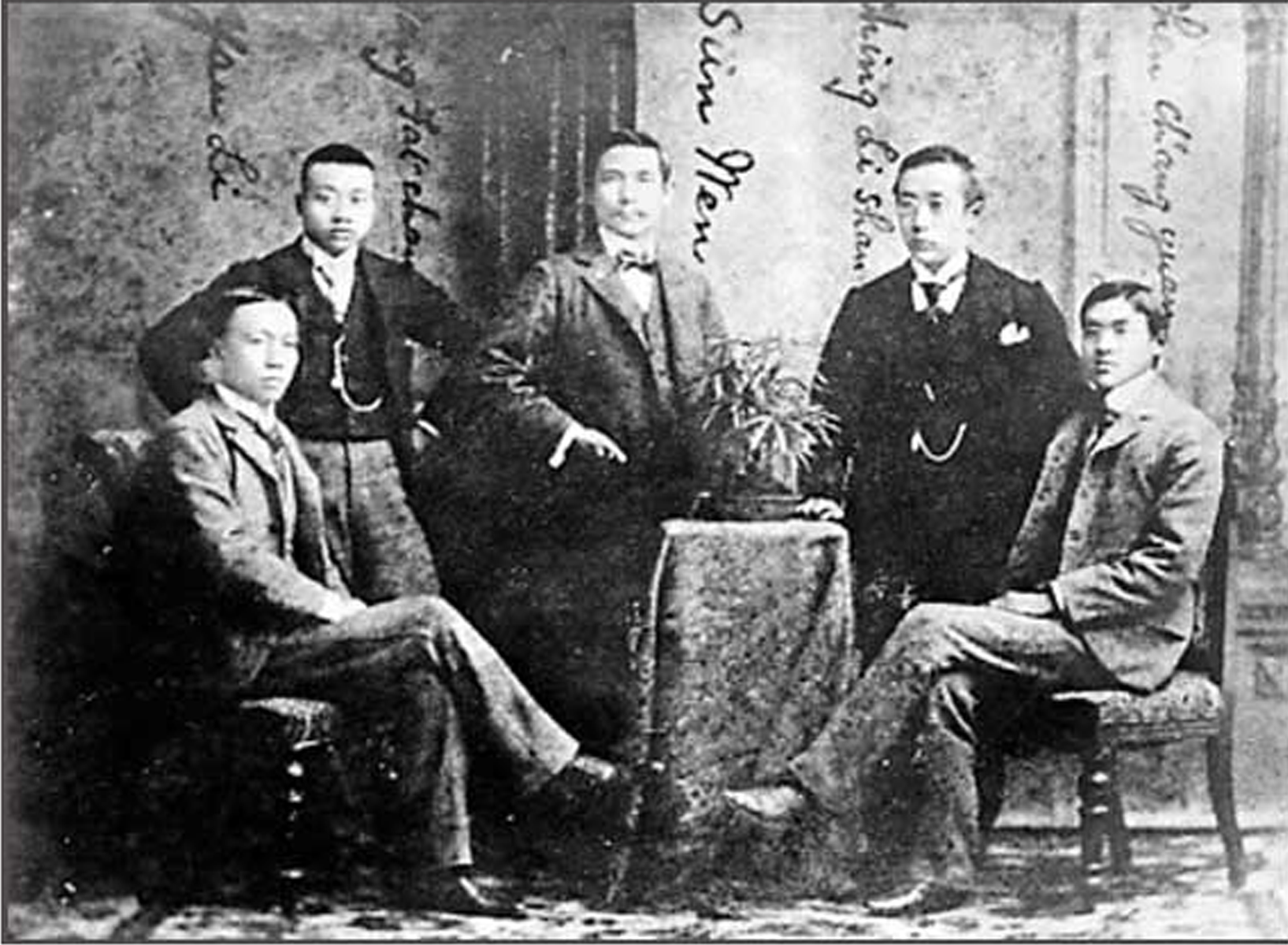
孫文與起義失敗的自立軍骨幹人物合影（1900年冬攝于日本東京）。左起︰尢列、唐才質、孫文、秦力山、沈翔雲

1911年辛亥革命时，11月7日，同盟會在上海所办的《民立報》刊登了滬軍都督府组成人員名單：“中華民國軍政府滬軍都督陳其美（號英士，湖州人）；參謀李燮和、陳漢卿、鈕永建、章梓、李顯謨、王熙普、葉惠鈞、黃膺白、俞風韶、楊兆、沈翔雲。”11月9日，上海《申報》公佈滬軍都督府各部職員表，沈翔雲任滬軍參謀部外務科科長。他和滬軍參謀部諜報科科長應夔丞等均归參謀部部長黃郛和副長劉基炎直接领导。 12月8日，《民立報》刊登李徵五、姚勇忱、沈翔雲（虬齋）、蔣志清（介石）、虞洽卿、黃夢九、鄔振青、賈子和、張公威、陸蘭修、王季高（金发）等六十余人聯合發起成立中華民軍協濟總會的公告，宣佈该会为民军籌餉統一機關。该会强行向在上海的清朝官员和富商征款。1911年12月25日上午，滬軍參謀部外務科科長沈翔雲代表陳其美乘建威號兵船到吳淞口迎接乘英國籍郵輪地灣夏號經香港回到中国的孫中山，以及隨孫中山到上海的胡漢民、謝良牧、李曉生、黃子蔭、陳琴航、朱本定、余森郎、朱卓文、陸文輝、黃菊生，美國友人咸馬利夫婦和日本友人宮崎寅藏、池亭吉、山田純三郎、太田三次郎、群島忠次郎、緒方二三等人。 
1913年3月20日，宋教仁在上海遇刺身亡。当时居住在上海的袁世凯之子袁克文有被陳其美、應夔丞等人扣為人質的危險。后来在沈翔雲的帮助下，袁克文成功逃离上海到北京。同年，陈其美参加二次革命，沈翔雲辅佐陈其美。革命失败后，沈翔雲蛰居上海。后来他被陸海軍大元帥統率辦事處悬赏通缉，遂被朋友出卖，1914年他被押到北京的陸海軍大元帥統率辦事處。当时他请求见袁克文，但袁克文已经于1914年春奉袁世凱之命护送袁世凱的二姨太李氏所生長女袁伯禎出嫁前清兩江總督張人駿之子張允亮，此後又和易順鼎、姚鵬圖、步翔棻在山东濟南、泰山、曲阜等地遊玩。袁克文1914年回京之日，正好是沈翔雲在北京被陸海軍大元帥統率辦事處枪决之日。